# Belgische kampioenschappen atletiek 2022
In 2022 werden de Belgische kampioenschappen atletiek Alle Categorieën op vrijdag 24, zaterdag 25 en zondag 26 juni gehouden in het Wouter Weylandt-atletiekstadion te Gentbrugge.
De 10.000 m voor mannen en vrouwen vonden op zaterdag 30 april plaats in Malmedy.

## Uitslagen

### 100 m
| rang   | atleet               | prestatie (+1,7 m/s) |
| ------ | -------------------- | -------------------- |
| Goud   | Kobe Vleminckx       | 10,25 s              |
| Zilver | Ward Merckx          | 10,36 s              |
| Brons  | Simon Verherstraeten | 10,49 s              |

| rang   | atlete          | prestatie (+1,3 m/s) |
| ------ | --------------- | -------------------- |
| Goud   | Rani Rosius     | 11,28 s              |
| Zilver | Delphine Nkansa | 11,42 s              |
| Brons  | Rani Vincke     | 11,54 s              |

### 200 m
| rang   | atleet             | prestatie (+0,6 m/s) |
| ------ | ------------------ | -------------------- |
| Goud   | Dylan Borlée       | 21,19 s              |
| Zilver | Robin Vanderbemden | 21,25 s              |
| Brons  | Amine Kasmi        | 21,41 s              |

| rang   | atlete          | prestatie (+0,1 m/s) |
| ------ | --------------- | -------------------- |
| Goud   | Delphine Nkansa | 23,34 s              |
| Zilver | Imke Vervaet    | 23,39 s              |
| Brons  | Rani Rosius     | 23,60 s              |

### 400 m
| rang   | atleet         | prestatie |
| ------ | -------------- | --------- |
| Goud   | Alexander Doom | 45,36 s   |
| Zilver | Kevin Borlée   | 46,04 s   |
| Brons  | Jonas De Smet  | 46,71 s   |

| rang   | atlete               | prestatie |
| ------ | -------------------- | --------- |
| Goud   | Naomi Van den Broeck | 51,73 s   |
| Zilver | Helena Ponette       | 51,93 s   |
| Brons  | Camille Laus         | 51,96 s   |

### 800 m
| rang   | atleet            | prestatie |
| ------ | ----------------- | --------- |
| Goud   | Tibo De Smet      | 1.45,32   |
| Zilver | Aurèle Vandeputte | 1.45,65   |
| Brons  | Tarik Moukrime    | 1.48,15   |

| rang   | atlete           | prestatie |
| ------ | ---------------- | --------- |
| Goud   | Vanessa Scaunet  | 2.04,84   |
| Zilver | Rani Baillievier | 2.04,90   |
| Brons  | Mariska Parewyck | 2.06,77   |

### 1500 m
| rang   | atleet           | prestatie |
| ------ | ---------------- | --------- |
| Goud   | Ruben Verheyden  | 3.38,11   |
| Zilver | Jochem Vermeulen | 3.39,01   |
| Brons  | Stijn Baeten     | 3.41,44   |

| rang   | atlete           | prestatie |
| ------ | ---------------- | --------- |
| Goud   | Elise Vanderelst | 4.13,61   |
| Zilver | Sofie Van Accom  | 4.18,12   |
| Brons  | Lotte Scheldeman | 4.18,89   |

### 5000 m
| rang   | atleet         | prestatie |
| ------ | -------------- | --------- |
| Goud   | Ismael Debjani | 13.33,04  |
| Zilver | Michael Somers | 13.33,92  |
| Brons  | Ward D'Hoore   | 14.04,46  |

| rang   | atlete        | prestatie |
| ------ | ------------- | --------- |
| Goud   | Lisa Rooms    | 16.06,64  |
| Zilver | Chloé Herbiet | 16.15,36  |
| Brons  | Anne Schreurs | 16.51,93  |

ss

### 10.000 m[1]
| rang   | atleet            | prestatie |
| ------ | ----------------- | --------- |
| Goud   | Lahsene Bouchikhi | 29.06,96  |
| Zilver | Pierre Denays     | 30.10,24  |
| Brons  | Valentin Poncelet | 30.12,54  |

| rang   | atlete        | prestatie |
| ------ | ------------- | --------- |
| Goud   | Lisa Rooms    | 33.20,50  |
| Zilver | Nina Lauwaert | 33.24,87  |
| Brons  | Chloé Herbiet | 33.25,95  |

### 110 m horden/100 m horden
| rang   | atleet                | prestatie (-0,1 m/s) |
| ------ | --------------------- | -------------------- |
| Goud   | Nolan Vancauwemberghe | 14,08 s              |
| Zilver | Senne Segers          | 14,44 s              |
| Brons  | Jente Hauttekeete     | 14,50 s              |

| rang   | atlete           | prestatie (-0,7 m/s) |
| ------ | ---------------- | -------------------- |
| Goud   | Anne Zagré       | 13,22 s              |
| Zilver | Nafissatou Thiam | 13,50 s              |
| Brons  | Emma De Naeyer   | 13,99 s              |

### 400 m horden
| rang   | atleet                | prestatie |
| ------ | --------------------- | --------- |
| Goud   | Dries Van Nieuwenhove | 49,56 s   |
| Zilver | Robin Van Damme       | 50,86 s   |
| Brons  | Dylan Owusu           | 51,11 s   |

| rang   | atlete           | prestatie |
| ------ | ---------------- | --------- |
| Goud   | Paulien Couckuyt | 55,30 s   |
| Zilver | Nina Hespel      | 56,08 s   |
| Brons  | Hanne Claes      | 56,49 s   |

### 3000 m steeple
| rang   | atleet              | prestatie |
| ------ | ------------------- | --------- |
| Goud   | Remi Schyns         | 8.50,40   |
| Zilver | Pieter-Jan Hannes   | 8.50,42   |
| Brons  | Marco Vanderpoorten | 8.59,13   |

| rang   | atlete           | prestatie |
| ------ | ---------------- | --------- |
| Goud   | Eline Dalemans   | 9.49,41   |
| Zilver | Fien Van Brussel | 11.07,54  |
| Brons  | Emma Dubie       | 11.19,54  |

### Verspringen
| rang   | atleet            | prestatie         |
| ------ | ----------------- | ----------------- |
| Goud   | Björn De Decker   | 7,24 m (+2,8 m/s) |
| Zilver | Yanni Sampson     | 7,19 m (-1,1 m/s) |
| Brons  | Jente Hauttekeete | 7,09 m (+1,2 m/s) |

| rang   | atlete            | prestatie         |
| ------ | ----------------- | ----------------- |
| Goud   | Nafissatou Thiam  | 6,63 m (+1,0 m/s) |
| Zilver | Sennah Vanhoeijen | 6,18 m (+0,3 m/s) |
| Brons  | Bo Brasseur       | 6,11 m (+1,7 m/s) |

### Hink-stap-springen
| rang   | atleet          | prestatie          |
| ------ | --------------- | ------------------ |
| Goud   | Leopold Kapata  | 15,10 m (+2,7 m/s) |
| Zilver | Björn De Decker | 14,95 m (+0,5 m/s) |
| Brons  | Simon Baerts    | 14,07 m (+0,5 m/s) |

| rang   | atlete         | prestatie          |
| ------ | -------------- | ------------------ |
| Goud   | Saliyya Guisse | 12,95 m (+1,0 m/s) |
| Zilver | Ilona Masson   | 12,56 m (+0,3 m/s) |
| Brons  | Elsa Loureiro  | 12,28 m (+1,8 m/s) |

### Hoogspringen
| rang   | atleet        | prestatie |
| ------ | ------------- | --------- |
| Goud   | Thomas Carmoy | 2,17 m    |
| Zilver | Jef Vermeiren | 2,13 m    |
| Brons  | Giebe Algoet  | 2,13 m    |

| rang   | atlete        | prestatie |
| ------ | ------------- | --------- |
| Goud   | Zita Goossens | 1,86 m    |
| Zilver | Noor Vidts    | 1,84 m    |
| Brons  | Merel Maes    | 1,82 m    |

### Polsstokhoogspringen
| rang   | atleet                  | prestatie |
| ------ | ----------------------- | --------- |
| Goud   | Ben Broeders            | 5,75 m    |
| Zilver | Arnaud Art              | 5,30 m    |
| Zilver | Thomas Van Der Plaetsen | 5,30 m    |

| rang   | atlete           | prestatie |
| ------ | ---------------- | --------- |
| Goud   | Melanie Vissers  | 4,00 m    |
| Zilver | Fleur Hooyberghs | 3,90 m    |
| Brons  | Kyani Joosten    | 3,60 m    |

### Kogelstoten
| rang   | atleet              | prestatie |
| ------ | ------------------- | --------- |
| Goud   | Matthias Quintelier | 16,83 m   |
| Zilver | Kwinten Cools       | 16,12 m   |
| Brons  | Jarno Wagemans      | 15,82 m   |

| rang   | atlete           | prestatie |
| ------ | ---------------- | --------- |
| Goud   | Jolien Boumkwo   | 16,08 m   |
| Zilver | Elena Defrère    | 15,55 m   |
| Brons  | Sietske Lenchant | 14,61 m   |

### Discuswerpen
| rang   | atleet         | prestatie |
| ------ | -------------- | --------- |
| Goud   | Philip Milanov | 61,72 m   |
| Zilver | Lars Coene     | 51,94 m   |
| Brons  | Kwinten Cools  | 51,63 m   |

| rang   | atlete             | prestatie |
| ------ | ------------------ | --------- |
| Goud   | Babette Vandeput   | 56,00 m   |
| Zilver | Anouska Hellebuyck | 51,82 m   |
| Brons  | Katelijne Lyssens  | 50,61 m   |

### Speerwerpen
| rang   | atleet            | prestatie |
| ------ | ----------------- | --------- |
| Goud   | Timothy Herman    | 75,28 m   |
| Zilver | Cedric Sorgeloos  | 70,78 m   |
| Brons  | Jonas De Busscher | 66,91 m   |

| rang   | atlete           | prestatie |
| ------ | ---------------- | --------- |
| Goud   | Pauline Smal     | 48,71 m   |
| Zilver | Kirsten Umans    | 44,57 m   |
| Brons  | Fleur Verstraete | 43,71 m   |

### Hamerslingeren
| rang   | atleet           | prestatie |
| ------ | ---------------- | --------- |
| Goud   | Rémi Malengreaux | 62,61 m   |
| Zilver | Orry Willems     | 60,16 m   |
| Brons  | Kobe Gieghase    | 60,63 m   |

| rang   | atlete                | prestatie |
| ------ | --------------------- | --------- |
| Goud   | Vanessa Sterckendries | 66,35 m   |
| Zilver | Ilke Lagrou           | 57,47 m   |
| Brons  | Evelyne Claes         | 46,90 m   |

1889 · 
1890 · 
1891 · 
1892 · 
1893 · 
1894 · 
1895 · 
1896 · 
1897 · 
1898 · 
1899 · 
1900 · 
1901 · 
1902 · 
1903 · 
1904 · 
1905 · 
1906 ·
1907 ·
1908 · 
1909 · 
1910 · 
1911 · 
1912 · 
1913 · 
1914 · 
1919 · 
1920 · 
1921 · 
1922 · 
1923 · 
1924 · 
1925 · 
1926 · 
1927 · 
1928 · 
1929 · 
1930 · 
1931 · 
1932 · 
1933 · 
1934 · 
1935 · 
1936 · 
1937 · 
1938 · 
1939 · 
1940 · 
1941 · 
1942 · 
1943 · 
1944 · 
1945 · 
1946 · 
1947 · 
1948 · 
1949 · 
1950 · 
1951 · 
1952 · 
1953 · 
1954 · 
1955 · 
1956 · 
1957 · 
1958 · 
1959 · 
1960 · 
1961 · 
1962 · 
1963 · 
1964 · 
1965 · 
1966 · 
1967 · 
1968 · 
1969 · 
1970 · 
1971 · 
1972 · 
1973 · 
1974 · 
1975 · 
1976 · 
1977 · 
1978 · 
1979 · 
1980 · 
1981 · 
1982 · 
1983 · 
1984 · 
1985 · 
1986 · 
1987 · 
1988 · 
1989 · 
1990 · 
1991 · 
1992 · 
1993 · 
1994 ·
1995 · 
1996 · 
1997 · 
1998 · 
1999 · 
2000 · 
2001 · 
2002 · 
2003 · 
2004 · 
2005 · 
2006 · 
2007 · 
2008 · 
2009 · 
2010 · 
2011 · 
2012 · 
2013 · 
2014 · 
2015 · 
2016 · 
2017 · 
2018 · 
2019 · 
2020 · 
2021 · 
2022 · 
2023 · 
2024 · 
2025